# Isaac Munroe St. John
Isaac Munroe St. John (19 novembre 1827 - 7 avril 1880) est un brigadier général de l'armée des États confédérés au cours de la guerre de Sécession. Il est avocat, rédacteur en chef d'un journal et ingénieur civil avant la guerre de Sécession et ingénieur civil après elle. En tant qu'ingénieur, il travaille pour la compagnie de chemin de fer de Baltimore et de l'Ohio (principalement au Maryland) et la compagnie de chemin de fer de Blue Ridge en Caroline du Sud avant la guerre de Sécession. Après la guerre, il travaille pour le chemin de fer de Louisville, Cincinnati et Lexington dans le Kentucky ; pour la ville de Louisville, dans le Kentucky; et la compagnie de chemin de fer de Chesapeake et de l'Ohio (principalement en Virginie et Virginie-Occidentale).

## Avant la guerre
Isaac M. St. John naît le 19 novembre 1827 à Augusta, en Géorgie,.Il s'installe à New York, New York avec ses parents, Isaac Richards St. John et Abigail Richardson Munroe St. John, et fréquente l'école Poughkeepsie Collegiate. Il est diplômé de l'Université de Yale en 1845 et devient avocat. En 1847, St. John devient le rédacteur en chef du Baltimore Patriot. Il est ingénieur civil avec la compagnie du chemin de fer de Baltimore et de l'Ohio entre 1848 et 1855. Il part ensuite en Caroline du Sud où il devient ingénieur et chef de la construction pour la compagnie des chemins de fer de Blue Ridge entre 1855 et 1861.

## Guerre de Sécession
Isaac M. St. John commence la guerre de Sécession comme soldat dans le fort Hill Guards de la Caroline du Sud en avril 1861. Le 3 octobre 1861, il est ingénieur dans l'armée de la Péninsule. En avril 1862, il est le chef des ingénieurs du brigadier général John B. Magruder à Yorktown, en Virginie, lors de la campagne de la Péninsule avec le grade de capitaine. Le 18 avril 1862, St. John devient le chef du bureau du salpêtre et de l'exploitation minière, une fonction qui détient jusqu'au 16 février 1865. À cette fonction, il produit des fournitures cruciales pour l'armement, y compris la poudre à canon et des métaux pour l'armée confédérée, même lorsque le blocus de l'Union des ports du Sud devient de plus en plus efficace. Entre autres choses, il trouve des grottes de calcaire contenant du salpêtre dans le sud des Appalaches. Il est nommé commandant, dans l'artillerie confédérée, le 26 septembre 1862 et le lieutenant colonel du corps du salpêtre et de l'exploitation minière, le 28 mai 1863.
St. John démissionne du bureau du salpêtre et de l'exploitation minière le 31 janvier 1864, parce que le sénat confédéré l'accuse de protéger les insoumis. Sa démission est refusée, et les accusations se révèlent être fausses. Il est promu colonel le 15 juin 1864.
Le 16 février 1865, par une loi spéciale du congrès confédéré, St. John est promu brigadier-général et nommé commissaire général de subsistance en raison des compétences en approvisionnement. Il résout certains problèmes d'approvisionnement à travers des acquisitions directes, mais ses innovations arrivent trop tard dans la guerre pour avoir un impact significatif.
St. John est libéré sur parole à Thomasville, en Géorgie le 1er juin 1865 et est rapidement gracié le 19 juin 1865, après avoir prêté le serment de l'amnistie, le 18 juin.

## Après la guerre
Après la guerre, St. John est ingénieur en chef du chemin de fer de Louisville, Cincinnati et Lexington de 1866 à 1869. Ensuite, il est ingénieur de la ville pendant deux ans de Louisville, au Kentucky.Il devient ingénieur pour le chemin de fer de Chesapeake et de l'Ohio et, finalement, le chef du département de l'exploitation minière et de l'ingénierie.
Isaac Munroe St. John meurt le 7 avril 1880 à The Greenbrier à White Sulphur Springs, en Virginie-Occidentale. Il est enterré au cimetière de Hollywood, à Richmond, en Virginie.